# Юма (село)
Юма — село в Свечинском районе Кировской области России. В рамках организации местного самоуправления в границах района входит в состав Свечинского муниципального округа.

## География
Находится в западной части Кировской области, в подзоне южной тайги, в пределах Волжско-Ветлужской равнины, на берегах реки Юмы, недалеко от её впадения в Юму, при федеральной автодороге Р243, на расстоянии приблизительно 4,5 километров (по прямой) к востоку от посёлка городского типа Свеча, административного центра района, в 43 км к западу от Котельнича и в 125 км к юго-западу от Кирова.
Село состоит из двух разрозненных частей на разных берегах реки, соединённых мостом. Правобережная (южная) часть ранее являлась деревней Содом.

### Климат
Климат характеризуется как континентальный, умеренно холодный. Среднегодовая температура — 1,5 °C. Абсолютный минимум температуры воздуха самого холодного месяца (января) составляет −45 °C; абсолютный максимум самого тёплого месяца (июля) — 37 °C. Годовое количество атмосферных осадков — 687 мм.

## История
В 2010—2019 годах — административный центр упразднённого Свечинского сельского поселения.

## Население
| 2010 |
| ---- |
| 564  |

## Инфраструктура
Личное подсобное хозяйство с зоной сельскохозяйственного использования, индивидуальная застройка усадебного типа.

## Транспорт
Остановка общественного транспорта «Юма».
Через село по мосту проходит автодорога Р243 Кострома — Киров, от села на юг отходит тупиковая автодорога к посёлкам Светлый и Ежиха. Недалеко от северной окраины находится ж.-д. платформа 821 км на линии Галич — Котельнич.